# Swertia changii
Swertia changii är en gentianaväxtart som beskrevs av Sheng Z.Yang, Chien F.Chen och Chih H.Chen. Swertia changii ingår i släktet Swertia och familjen gentianaväxter. Inga underarter finns listade i Catalogue of Life.